# Arx Tourinho
Arx da Costa Tourinho (Salvador, 5 de novembro de 1947 - 6 de janeiro de 2005) foi um professor, jurista, advogado e Procurador da República brasileiro, Conselheiro da Ordem dos Advogados do Brasil e ex-Presidente da Ordem no Estado da Bahia.

## Biografia
Era filho de Armando da Costa Tourinho e Rilza Souza Tourinho. Formou-se em Direito pela UFBA a 8 de dezembro de 1970.
Ingressou na advocacia em 1971 e, por concurso, Procurador da República em 1973, sendo sub-Procurador Geral quando de seu falecimento. Como advogado foi membro do Instituto dos Advogados do Brasil e do seu congênere estadual (que presidiu na gestão 1982/84), fundou na capital baiana a Escola Superior de Advocacia Orlando Gomes, ligada à seccional da OAB no estado.
Foi professor da Faculdade de Direito da UFBA, na cátedra de Direito Constitucional e Teoria Geral do Estado, tendo Mestrado em Direito Econômico em 1980. Era, ainda, membro do Instituto Brasileiro de Direito Constitucional, do Instituto Luso-Brasileiro de Direito Comparado e do Instituto Geográfico e Histórico da Bahia.
Faleceu em acidente automobilístico em Salvador, próximo ao aeroporto Dois de Julho.

## Homenagens
- É nome de escola municipal em Salvador;
- O Conselho Federal da Ordem dos Advogados batizou, com seu nome, a sua Biblioteca.[4]
- Foi Patrono da XIX Conferência Nacional dos Advogados, realizada em Florianópolis, em 2005.[5]

## Excerto
Considerado um modelo de defesa da cidadania e dos direitos humanos no país, bem como do exercício da advocacia, foi ainda notável parecerista. Um exemplo de seus pensamentos:
- "Exercer a advocacia significa defender com hombridade direitos alheios; investir contra o usurpador; transformar a atividade em questionamento incessante para que se tenha vivo o bom direito; é argumentar com princípios doutrinários, jurisprudenciais ou hermenêuticos; é usar o verbo e a inteligência, a ciência e a arte; é agir com determinação e coragem, porque aos covardes não se reservam vagas na advocacia."[1]